# Maîtres et Esclaves
Maîtres et Esclaves est un roman de Paul Greveillac paru le 23 août 2018 aux éditions Gallimard,,.

## Historique du roman
Maîtres et Esclaves figure sur les dernières sélections du prix Goncourt, du prix Interallié et du prix Jean-Giono, ainsi que dans la seconde sélection du prix des Deux Magots 2019. Il obtient, le 7 novembre 2018, au quatrième tour de scrutin, quatre voix contre six à Leurs enfants après eux de Nicolas Mathieu. Il remporte le prix Jean-Giono 2018.

Le titre du livre fait référence à un passage du roman dans lequel l'auteur s'interroge :

« Sommes-nous maîtres de nos destins, esclaves de nos egos ? Maîtres de nos rêves, esclaves de ce qui les concrétise ? »

— Paul Greveillac, Maîtres et Esclaves

## Résumé
Le roman présente le parcours mouvementé de Kewei, un fils de paysans de Ya'an dans la province du Sichuan, qui devient, au plus fort de la Révolution culturelle chinoise, un grand peintre de propagande du régime de la « Nouvelle Chine » en naviguant et gravissant à Pékin tous les échelons de la société depuis ses études à l'Académie centrale des beaux-arts, en passant par l'Association des artistes jusqu'au Parti communiste chinois. 

## Éditions
- Éditions Gallimard, Coll. « Blanche », 2018  (ISBN 9782072797248)[6].